# Пирсинг шеи

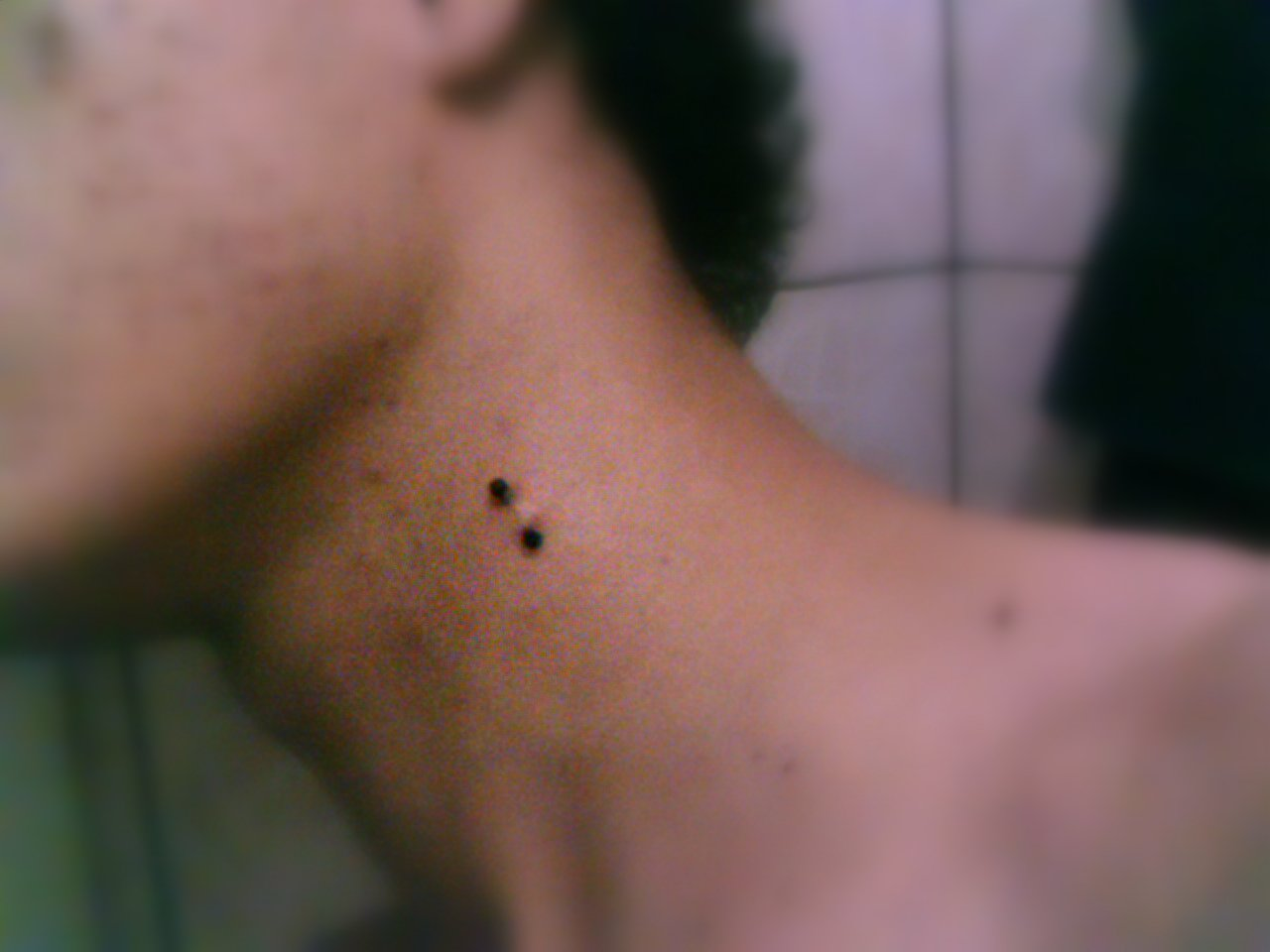

Пирсинг шеи – прокол внешне имитирующий укус в шею. Штанга располагается в коже на боковой стороне шеи. Когда украшение снято прокол выглядит как укус вампира.
Прямые штанги в большинстве случаев вызывают отторжение пирсинга. Наиболее подходящее украшение для пирсинга в виде укуса вампира – штанга, загнутая под плоскостные проколы.
Существует так же затылочный пирсинг при котором прокол делается в свободной коже на задней части шеи. Как и большинство других видов плоскостного пирсинга, затылочный пирсинг отторгается в 90% случаев, в основном из-за возникновения инфекции. Инфицирования прокола можно избежать при обеспечении должной чистоты прокола на протяжении всего периода заживления.
В связи с большой подвижностью шеи, украшения, как правило, делаются из тефлона. Такие украшения достаточно гибкие чтобы двигаться вместе с шеей. Стальная штанга ограничивает движение и неудобна в ношении. Через короткое время после создания пирсинга существует вероятность кровотечения и припухания в области прокола. Шея остается припухшей на протяжении нескольких последующих дней, кожа в области проколов, в этот период, может быть красной и воспаленной.